# Seitaad ruessi
Il seitaad (Seitaad ruessi) è un dinosauro erbivoro estinto, appartenente ai sauropodiformi Visse nel Giurassico inferiore (Pliensbachiano, circa 195 milioni di anni fa) e i suoi resti fossili sono stati ritrovati in Nordamerica (Utah).

## Descrizione
Questo animale, lungo circa 3 metri, è noto per uno scheletro incompleto che comprende principalmente la regione del torso. L'aspetto di Seitaad doveva essere quello di un tipico prosauropode: zampe anteriori munite di forti artigli, arti posteriori robusti, collo e coda lunghi e testa piccola. Molte caratteristiche dello scheletro, in particolare, richiamano sia Plateosaurus che Massospondylus.

## Classificazione
Il seitaad era un tipico rappresentante dei prosauropodi, quel gruppo di dinosauri erbivori che iniziarono a sviluppare forme pesanti e quadrupedi nel corso del Triassico, e che sono ritenuti i più stretti parenti dei grandi sauropodi giurassici e cretacei (ad es. Diplodocus). Non è chiaro a quale famiglia appartenesse Seitaad, ma è probabile che fosse affine ai massospondilidi (ad es. Massospondylus) o ai plateosauridi (ad es. Plateosaurus). Un altro prosauropode nordamericano vissuto più o meno nelle stesse zone è Sarahsaurus.

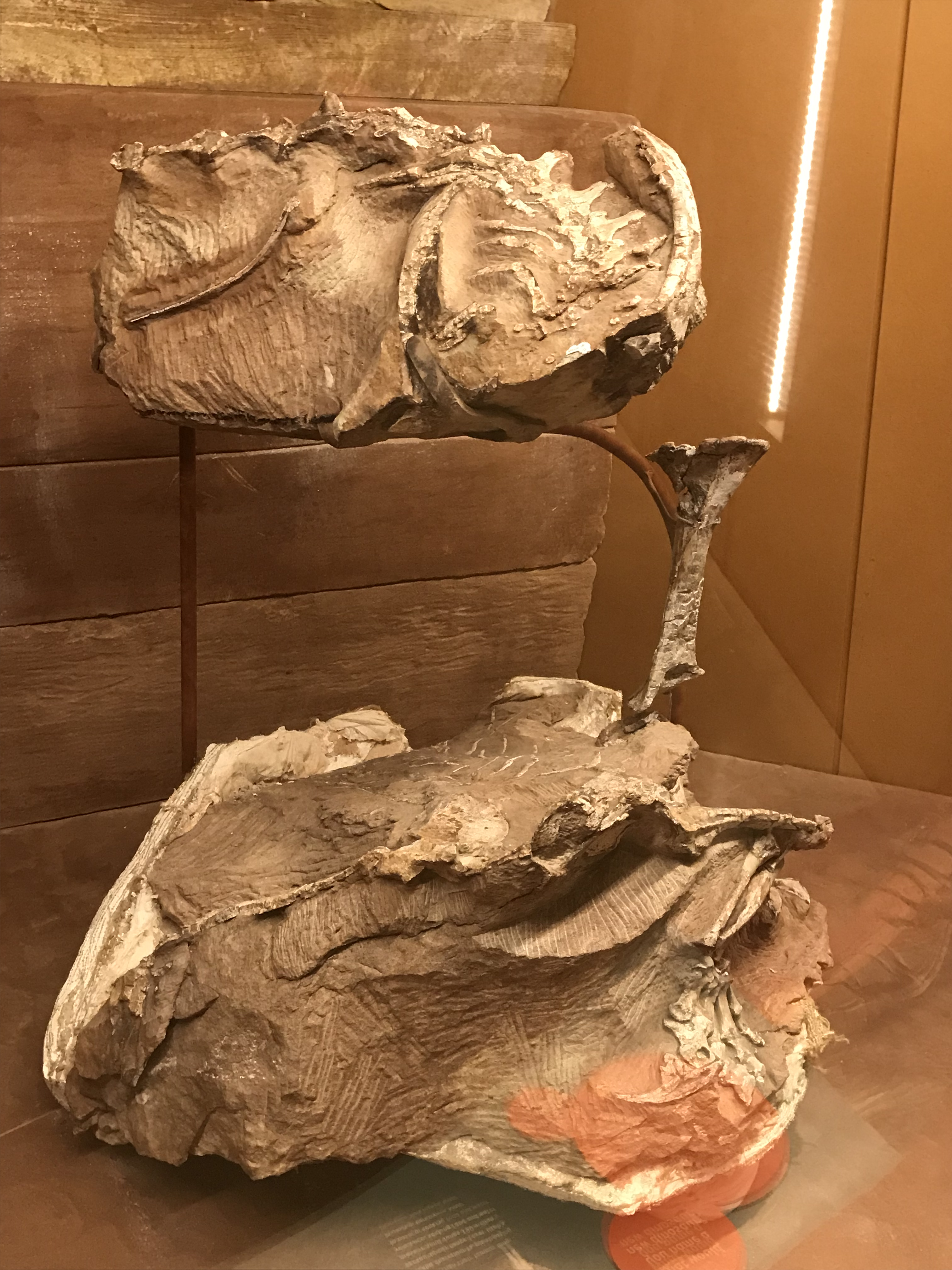
Fossile di Seitaad ruessi

## Significato del nome
La parola Seitaad indica un mostro della mitologia Navajo (la popolazione originaria della zona dove sono stati ritrovati i fossili), che seppelliva le sue vittime sotto le dune di sabbia. Sembra che l'esemplare di Seitaad, invece, fosse stato sepolto dal collasso di una di queste dune, anche se probabilmente l'animale era già morto.
Il nome della specie onora Everett Ruess, un giovane artista, poeta e naturalista, misteriosamente scomparso nel 1934 mentre esplorava lo Utah meridionale.